# Ognjen Backovič
Ognjen Backovič (* 15. Mai 1980 in Ljubljana, Jugoslawien) ist ein slowenischer ehemaliger Handballspieler.
Backovič, der zuletzt für den deutschen HG Saarlouis in der 2. Bundesliga spielte und für die slowenische Nationalmannschaft auflief, wurde meist im linken Rückraum eingesetzt.
In seiner Jugend spielte Ognjen Backovič noch beim RD Slovan, bevor er 2000 für Prule 67 Ljubljana in der ersten slowenischen Liga debütierte. Nach zwei Vizemeisterschaften 2000 und 2001 gewann er mit Prule 2002 das slowenische Double aus Meisterschaft und Pokal. Als der Hauptstadtclub jedoch Konkurs anmelden musste, wechselte Backovič 2004 in die deutsche Handball-Bundesliga zu GWD Minden. Dort blieb er zwei Jahre, gewann aber keine Titel. 2006 ging er zum ungarischen Spitzenclub SC Szeged, wo er sich allerdings nicht zurechtfand, sodass er nach nur zwei Monaten weiter zum CB Ciudad de Logroño in die spanische Liga ASOBAL zog. Für die Saison 2006/07 wechselte er zum Ligakonkurrenten SD Teucro, ehe er 2008 einen Vertrag beim kroatischen Serienmeister RK Zagreb unterschrieb. Ab 2011 lief er für den deutschen Zweitligisten TSG Friesenheim auf. Im Oktober 2012 zog sich Backovič einen Achillessehnenriss zu, wodurch er einen Großteil der Saison 2012/13 ausfiel. In der Saison 2013/14 lief er für die HG Saarlouis auf.
Ognjen Backovič bestritt 118 Länderspiele für die slowenische Nationalmannschaft. Bei der Europameisterschaft 2004 im eigenen Land wurde er Vizeeuropameister. Mit Slowenien nahm er an der Weltmeisterschaft 2007 in Deutschland teil, belegte aber nur den 10. Platz; bei der Europameisterschaft 2008 in Norwegen schied er mit seinem Land nach der Hauptrunde aus.

## Sonstiges
Backovič war als TV-Experte für das slowenische Fernsehen bei der Weltmeisterschaft 2021 in Ägypten aktiv.